# Ивабути, Рэйра
Рэйра Ивабути (яп. 岩渕 麗楽; род. 14 декабря 2001, Итиносеки, Иватэ) — японская сноубордистка, выступающая во фристайле, серебряный призёр чемпионата мира 2025 года в биг-эйре, бронзовый призёр чемпионата мира 2025 года в слоупстайле, обладательница трёх малых Кубков мира 2018/2019, 2019/2020, 2022/2023 годов в биг-эйре, победительница и призёр этапов Кубка мира. Участница зимних Олимпийских игр 2018 и 2022 годов. Победительница Всемирных экстремальных игр 2023 года в биг-эйре.

## Карьера
В начале сезона 2017/18 годов Рейра впервые приняла участие на этапе Кубка мира по сноуборду в Кардроне, заняв четвертое место в слоупстайле. В декабре 2017 года она одержала свою первую победу на Кубке мира в биг-Эйре на трассе в Коппер-Маунтин.
На зимних Олимпийских играх 2018 года в Пхенчхане в биг-эйре, впервые проведенном в рамках олимпийских соревнований по сноуборду, японка заняла итоговое четвёртое место.
На зимних Олимпийских играх в Пекине в слоупстайле стала 5-й, а в биг-эйре 4-й.
В 2023 году одержала победу на Всемирных экстремальных играх в дисциплине биг-эйр.
В 2025 году на чемпионате мира по сноуборду завоевала бронзовую медаль в слоупстайле. В биг-эйре стала обладателем серебряной медали. 

## Результаты на крупнейших соревнованиях

### Зимние Олимпийские игры
| Олимпийские игры | Слоупстайл | Биг-эйр |
| ---------------- | ---------- | ------- |
| 2018 Пхёнчхан    | 14         | 4       |
| 2022 Пекин       | 5          | 4       |